# 高倉武史
高倉 武史（たかくら たけし、1968年 - ）は、日本の男性アニメーター、メカニックデザイナー。株式会社キネマシトラス取締役。北海道出身。

## 歴史
荒牧伸志の薫陶を受けてアニメ業界に入り、『ジーンシャフト』での仕事を機にメカ美術のエキスパートとして活躍する。『ヱヴァンゲリヲン新劇場版』をはじめとして多数の作品に関わる。

## 参加作品

### テレビアニメ
1996年
- 機動戦艦ナデシコ（メカニカルデザイン）

1999年
- 地球防衛企業ダイ・ガード（メカ設定）

2001年
- サイボーグ009 THE CYBORG SOLDIER（ゲストメカニックデザイン）
- ギャラクシーエンジェル（メカデザイン）
- ジーンシャフト（メカニカルデザイン）

2002年
- ヒートガイジェイ（-2003年、メカデザイン）
- 陸上防衛隊まおちゃん（プロップデザイン）
- アベノ橋魔法☆商店街（#11 メカ設定）
- ギャラクシーエンジェル（第2・3期、メカデザイン）

2003年
- プラネテス PLANETES（-2004年、メカニカルデザイン）
- ASTRO BOY 鉄腕アトム（メカデザイン）

2004年
- 機動戦士ガンダムSEED DESTINY（デザイン協力）
- SDガンダムフォース（デザイン）
- ギャラクシーエンジェル（第4期、メカニカルデザイン）
- サムライガン（メインメカデザイン）

2005年
- 創聖のアクエリオン（メカニックデザイン）
- ノエイン noein もうひとりの君へ（コンセプトデザイン）

2006年
- ウィッチブレイド（デザインワークス）
- ガラスの艦隊（プロダクトデザイナー）
- タクティカルロア（メカデザイン）

2007年
- キスダム -ENGAGE planet-（デザインワークス）
- マクロス FRONTIER（メカニックデザイン）
- 機神大戦ギガンティック・フォーミュラ（ギガンティックデザイン）

2008年
- キスダムR -ENGAGE planet-（デザインワークス）

2010年
- IS <インフィニット・ストラトス>（メカニックデザイン）

2012年
- 宇宙戦艦ヤマト2199（-2013年、セットデザイン）
- アクエリオンEVOL（メカニックデザイン）

2013年
- IS <インフィニット・ストラトス>2（メカニックデザイン）
- 熱風海陸ブシロード（メカニックデザイン、クリーチャーデザイン、デザインリーダー）
- 翠星のガルガンティア（#9・10 - 13 メカニックデザイン）

2014年
- ブラック・ブレット BLACK BULLET [黒い銃弾]（メカニックデザイン）
- キャプテン・アース（メカニックデザイン）

2015年
- コメット・ルシファー（望遠鏡デザイン）
- アクエリオンロゴス（メカプロップデザイン）

2016年
- ねじ巻き精霊戦記 天鏡のアルデラミン（メカ・プロップデザイン）
- ブブキ・ブランキ 星の巨人（メカニックデザイン）
- ブブキ・ブランキ（メカニックデザイン）
- NORN9 ノルン+ノネット（メカ・プロップデザイン、メカ銃器設定）

2017年
- 盾の勇者の成り上がり PV（盾作画監修）
- ID-0（アイディー・ゼロ）（メカニックデザイン）
- メイドインアビス（作画監督、デザインリーダー）

2018年
- 少女☆歌劇 レヴュースタァライト（メカデザイン、鉄道作監）

2019年
- 盾の勇者の成り上がり（デザインリーダー、モンスター作画監督）

2020年
- SHOW BY ROCK!! ましゅまいれっしゅ!!（メカ作画監督、デザインリーダー）

2021年
- 盾の勇者の成り上がり Season2（デザインリーダー）
- SHOW BY ROCK!! STARS!!（メカニック作画監督、デザインリーダー）
- カードファイト!! ヴァンガード overDress（メカニックデザイン、メカニック作画監督）

2022年
- メイドインアビス 烈日の黄金郷（デザインリーダー）
- カードファイト!! ヴァンガード will+Dress（メカニックデザイン）

2025年
- 機動戦士Gundam GQuuuuuuX（デザインワークス）

### 劇場アニメ
1997年
- 爆走兄弟レッツ&ゴー!!WGP 暴走ミニ四駆大追跡!（メカデザイン）

2002年
- ∀ガンダム II 月光蝶（メカデザイン協力）
- ∀ガンダム I 地球光（メカデザイン協力）
- エクスドライバー the Movie（メカデザイン）
- エクスドライバー Nina&Rei Danger Zone（メカデザイン）

2007年
- 交響詩篇エウレカセブン ポケットが虹でいっぱい（デザインワークス）
- 劇場版 アクエリオン（メカニックデザイン）
- ヱヴァンゲリヲン新劇場版:序（デザインワークス、原画）
- エクスマキナ（メカデザイン）

2009年
- 劇場版 マクロスF 〜イツワリノウタヒメ〜（メカニックデザイン）
- ヱヴァンゲリヲン新劇場版:破（デザインワークス、原画）

2011年
- 劇場版 マクロスF 〜サヨナラノツバサ〜（メカニックデザイン）

2012年
- 宇宙戦艦ヤマト2199／第四章 銀河辺境の攻防（セットデザイン）
- 宇宙戦艦ヤマト2199／第三章 果てしなき航海（セットデザイン）

2014年
- 宇宙戦艦ヤマト2199 星巡る方舟（セットデザイン）

2016年
- コードギアス 亡国のアキト／最終章 愛シキモノタチヘ（メカニックデザイン）

2017年
- 宇宙戦艦ヤマト2202 愛の戦士たち（セットデザイン）

2018年
- UNDER THE DOG（メカニックデザイン補佐）

2019年
- 劇場版総集編 メイドインアビス 【後編】 放浪する黄昏（プロップデザイン、デザインリーダー）
- 劇場版総集編 メイドインアビス 【前編】 旅立ちの夜明け（プロップデザイン、デザインリーダー）

2020年
- シン・エヴァンゲリオン劇場版:II（デザインワークス）
- 少女☆歌劇 レヴュースタァライト ロンド・ロンド・ロンド（プロップデザイン）
- 劇場版メイドインアビス 深き魂の黎明（デザインリーダー）

2021年
- 劇場版 少女☆歌劇 レヴュースタァライト（メカニックデザイン、作画監督）

### OVA
2000年
- エクスドライバー（メカデザイン）

2001年
- 勇者王ガオガイガーFINAL（#3 デザインワークス）

2004年
- テイルズ オブ ファンタジア THE ANIMATION（魔科学機械デザイン）

2005年
- スーパーロボット大戦 ORIGINAL GENERATION THE ANIMATION（CGメカデザイン）

2006年
- BALDR FORCE EXE RESOLUTION（小物デザイン）

2008年
- switch ［スイッチ］（プロップデザイン）

2010年
- .hack//Quantum（メカニカルデザイン）

2011年
- IS <インフィニット・ストラトス> アンコール『恋に焦がれる六重奏』（メカニックデザイン）

2014年
- コードギアス 亡国のアキト（メカニックデザイン、第4話 - ）
- 翠星のガルガンティア 〜めぐる航路、遥か〜 後編（メカニックデザイン）
- IS <インフィニット・ストラトス>2（ワールド・パージ編）（メカニックデザイン）

### Webアニメ
2015年
- 神速のRouge（メカニックデザイン）
- 旅のロボから（車両設定）
- カセットガール（メカニカルデザイン）

2018年
- A.I.C.O. Incarnation（メインメカニックデザイン）

2021年
- バック・アロウ（設定協力）

### その他
- 娘クリ Nyan×2 Music Clip（2010年、メカニックデザイン）
- 新幹線大爆破（2025年、メカデザイン）